# Редакторський висновок
Редакторський висновок — створений редактором офіційний видавничий документ, який є результатом ретельного аналізу авторського рукопису і містить максимально об'єктивну характеристику позитивних та негативних рис твору, а також рекомендації видавцеві щодо доцільності подальшої роботи над рукописом.

## Мета
Висновок робить безпосередньо редактор після ретельного аналізу запропонованого автором твору. Мета редакторського висновку — максимально об'єктивне судження щодо якості авторського твору, ступеня його готовності до публікації, оцінка і критика текстових одиниць (від невеликих до найбільших) та вичерпні рекомендації щодо його покращення. Адекватний редакторський висновок потребує високого рівня професіоналізму редактора, абстрагування від особистих уподобань на користь об'єктивної оцінки твору щодо якості писемного мовлення автора, правильності структури твору та його актуальності для потенційної цільової аудиторії. Редактор повинен, не ображаючи почуття гідності автора, надати йому рекомендації щодо необхідних правок або відмовити у публікації та пояснити причину відмови, якщо це передбачено правилам видавництва.

## Схема редакторського висновку
Редакторському висновкові передує ретельний аналіз рукопису. Для того, щоб редактор міг висловити максимально об'єктивні судження щодо твору, він повинен пройти декілька етапів:
1. Тематико-типологічний аналіз — спочатку редактор визначає актуальність теми твору, її адаптованість до потенційної цільової аудиторії, доцільність видання такого типу на книжковому ринку, суспільну значимість твору. Спеціально для цього вдаються до маркетингових досліджень і визначають ступінь наповнення того сегменту ринку, до якого належатиме видання. Визначається також ступінь розробленості теми автором і конкурентоспроможність книги порівняно з вже існуючими тематично близькими виданнями.
2. Аналіз композиції та рубрикації твору — редактор досліджує текст на предмет його смислових, логічних та змістових зв'язків — чи дотримана єдність часу та простору, єдність сюжету, послідовність викладу подій та структурних елементів твору.
3. Предметно-інформаційний аналіз — оцінка якості фактичного матеріалу на повноту, доцільність, достовірність, співвідношення нових та вже відомих читачеві фактів.
4. Мовностилістичний аналіз — в першу чергу редактор перевіряє відповідність мовного наповнення твору інтелектуальному та культурному рівню його цільової аудиторії. Прослідковує також стилістичну виваженість тексту, визначає його основні мовні та стилістичні вади, а також відзначає «типові» помилки та хиби конкретного автора.
5. Аналіз художньо-технічного оформлення та апарату видання — з'ясовується, чи якісно дібрані ілюстрації, чи відповідає художнє оформлення книги потребам потенційних читачів, чи створив автор зручний апарат видання.

Після проходження всіх етапів редактор робить комплексний висновок щодо твору («прийняти на редагування», «відхилити», «повернути авторові на доопрацювання» з окресленням напрямків вдосконалення твору). На основі цього висновку видавець орієнтується, чи брати видання на доопрацювання з метою подальшого друку та розповсюдження.

## Вимоги до написання
- аргументованість;
- комплексність;
- наявність констатаційної частини;
- наявність опису позитивних рис твору;
- наявність критики та прикладів з авторського оригіналу із посиланнями на сторінки.

Рекомендований мінімальний обсяг редакторського висновку — 12 сторінок гарнітурою Times New Roman, 14 кеглем та інтервалом 1,5.